# Край Босфора шум се вдига
 Тази статия е за стихотворението на Иван Вазов.  За телевизионното предаване вижте Край Босфора....  
„Цар Симеон“, известно и като „Край Босфора шум се вдига“, е стихотворение на българския поет Иван Вазов, публикувано в стихосбирката му „Стихотворения за малки деца“ от 1883 година.
Сюжетът на стихотворението е вдъхновен от срещата на българския цар Симеон I с византийския император Роман I Лакапин на 9 септември 924 година край Цариград. Предназначено за деца, то представя събитието като капитулация на Роман, докато в действителност двете страни сключват мир след поредица безплодни български походи и Симеон се отказва от претенциите си към императорския трон.
Част от стихотворението – първият, четвъртият и петият, а понякога и последните два куплета – е използвана като текст на песен с неизвестен автор на музиката. Мелодията е аранжирана и като военен марш.